# Прикованные рыцари
«Прикованные рыцари» — российско-грузинская кинокомедия 1999 года о похождениях Дон Кихота и Санчо Пансы в Грузии, где они пытаются найти и освободить героя Амирани, давшего людям огонь и прикованного богами к скале.

## Сюжет
Дон Кихот и его оруженосец Санчо Панса оказываются в Грузии XIX века. Дон Кихот решает освободить прикованного богами к Кавказскому хребту Прометея (Амирани). Рыцарь знакомится с князем Луарсабом Таткаридзе (персонаж рассказа Ильи Чавчавадзе «Человек ли он?!») и его женой. Хотя после пира у них возникает размолвка, после дуэли (на которой князь предлагает бодаться головами и побеждает Дон Кихота) они примиряются, и Таткаридзе со слугой пускаются в дальнейшее странствие вместе с испанцами.
Однако у народа Грузии им не удаётся найти понимание. На свадьбе, куда пригласили путников, Дон Кихоту начинает казаться, что они оказались в логове чертей, и завязывается драка. Побитые, путники встречают у родника мальчика-сироту, живущего при церкви. Спасаясь от ливня в здании полуразрушенной церкви, путешественники застают там священника, который в свою очередь принимает их за посланников дьявола и просит покинуть это место. Увидев с горы, что люди хотят принести быка в жертву в честь Святого Георгия, Дон Кихот кричит, чтобы они остановились, и те слушаются его, принимая самого рыцаря за Святого Георгия. По дороге путники встречают группу пожилых женщин-англичанок, которые предлагают им сыграть в футбол, а после матча показывают дорогу к пещере, где прикован Амирани. Однако, добравшись до пещеры, рыцари не успевают войти туда, потому что священник собрал людей, которые окружили путников. Всех четверых приковывают к скалам. Чтобы подбодрить друг друга, они начинают петь.
Мальчик-сирота на обратном пути спрашивает священника, за что приковали рыцарей. Сам он считает, что они хорошие люди, и бежит к ним обратно.

## В ролях
| Актёр               | Роль                     |
| ------------------- | ------------------------ |
| Кахи Кавсадзе       | Дон Кихот                |
| Гиви Берикашвили    | Санчо Панса              |
| Рамаз Чхиквадзе     | князь Луарсаб Таткаридзе |
| Манана Гамцемлидзе  | жена князя Дареджан      |
| Тристан Саралидзе   | слуга князя Дато         |
| Нино Чхеидзе        | старушка-«Дульсинея»     |
| Нино Какабадзе      | пастушка                 |
| Ника Чохели         | Махаре                   |
| Бессарион Хидашели  | преподобный отец Георгий |
| Говен Чейшвили      | Тотия                    |
| Тамара Схиртладзе   | англичанка-футболистка   |
| Амиран Амиранашвили |                          |

## Награды
- Международный кинофестиваль стран СНГ и Балтии «Киношок» (Анапа) — Приз за лучшую мужскую роль (Кахи Кавсадзе)